# Hans Hendrik (Suersaq)
Hans Hendrik (Suersaq), Født 2. juni 1832 i nærheden af Fiskenæsset, død i Godhavn 11. august 1889. Hans Hendrik (også nævnt som Hans Christian og Heinrich), er en grønlandsk fanger og ekspeditionsdeltager fra Fiskenæsset, Qeqertarsuatsiaat syd for Nuuk, som blev berømt for sin indsats indenfor den arktiske forskning, hvor han med sin fangererfaring og som forbindelsesled til den nordgrønlandske befolkning fra 1853-76 var en uvurderlig hjælp for de amerikanske og britiske ekspeditioner ledet af E.K. Kane 1853-55, I.I Hayes 1860-61, C.F Hall 1871-73 og G.S. Nares 1875-76.
Han voksede op i en søskendeflok på 12 i et vestgrønlandsk samfund, som var præget af den herrnhutiske mission, der lærte ham at læse og skrive. Hans forældre hørte til den tyske 3: Herrnhutske Menighed, hvor faderen Benjamin var ansat.
Efter deltagelsen i Kane ekspeditionen i Thule-destriktet i 1855 , hvor han giftede sig med sin første kone Mergut. De fik børnene Agustina f. 1860 i Godhavn, Tobias f. 1866 i Upernavik, Ester Sofie f. 1869 i Upernavik, Charles Polaris f. 1872 i Halland-distriktet, Vide f. 1874 i Upernavik, Johanne f. 1878 i Godhavn og Benjamin Charles Polaris f. 1879 i Godhavn.
Hans Hendrik Suersaq sørgede som jæger sammen med en anden grønlænder for at alle 19 overlevede, da Charles Francis Halls ekspeditionsskib Polaris i 1871 blev skruet ned i isen på vej mod Nordpolen, og besætningen drev i seks måneder på en isflage 2.000 km mod syd, inden den i nærheden af Newfoundland blev reddet af hvalfangere. Af de overlevende på isflagen var der ti europæere, to kvinder og fem Børn, der i blandt Hans Hendrik og hans kones yngste søn Charles Polaris, som kun var to måneder gammel da skibet forliste. Efter at have tilbragt vinteren i Amerika kom Hans og hans familie i 1874 med et hvalfangerskib til Upernavik, hvor han var i Handelens tjeneste som arbejdsmand og fartøjsfører. Nogle år senere døde hans kone, og efter nogen tids forløb giftede han sig igen med en kvinde fra Diskobugten.
Efter hjemkomsten fra hans sidste ekspedition i 1876 blev Hans i en kort tid i Godhavn, hvor han på foranledning af den daværende inspektør Krarup-Smith, skrev sine erindringer. Siden har han af den Grønlandske Handel været benyttet som fartøjsfører i Upernavik, Egedesminde og Godhavn.
I 1883, mens professor Nordenskiöld var inde på indlandsisen, blev dampskibet „Sophie" under Dr. Nathorsts ledelse afsendt til Kap York. Hans Hendrik fulgte da med som tolk og lods.
Sine sidste år levede Hans i Godhavn, hvor han havde bygget sig et hus. Han livede op når han fik lejlighed til at fortælle om sine mange oplevelser. I de sidste år led han af en lungesygdom og efterhånden tiltog hans svagelighed, og den 11. august 1889 døde han.
G.S. Nares om Hans Hendrik:
"Alle tale i de mest smigrende udtryk om eskimoen
Hans, som var utrættelig i sine anstrengelser
med slædekørsel og i at skaffe vildt"
Hans er også kendt for at give navn til den lille ø Hans Ø i den midterste del af Kennedy Kanalen i Nares Strædet, der strækker sig mellem den canadiske ø Ellesmere Island og Nordgrønland.
Hans Hendriks erindringer med beretninger om hans rejser i polarområdet er oversat fra grønlandsk af dr. Henry Rink og udgivet på dansk og engelsk i 1878.

## Ekstern henvisning og kilde
- Hans Ø og Hans Ø
- Grønlænderen Hans Hendrik (Webside ikke længere tilgængelig)
- Hans Hendrik og familie